# الواح شریعت
براساس کتاب مقدس، الواح شریعت (که با با عنوان الواح سنگی، سنگ الواح و یا لوحه نیز شناخته می‌شود) شامل دو لوح سنگی بود که ده فرمان که موسی از یهوه دریافت کرده بود، بر روی آن حک شده بودند. براساس روایات کتاب مقدس (سفر خروج)، نخستین لوح توسط انگشت خدا حک شد اما توسط موسی شکسته شدند چراکه پرستش گوساله سامری یا گوساله طلایی توسط بنی اسرائیل را مشاهده کرد. دومین نیز براساس سفر خروج توسط موسی حکاکی شد و توسط یهوه نیز بازنویسی شد.
براساس آموزه‌های یهودیت در تلمود، این سنگ‌ها از جنس یاقوت کبود آبی رنگ بودند که یادآور و نشانی از آسمان، بهشت‌ها و نهایت عرش یهوه بود. برخی از توراه پژوهان معتقدند که جنس سنگ‌ها در واقع لاجورد بوده است. همچنین براساس سفر خروج (۲۵:۱۰-۲۲) این الواح در تابوت عهد قرار گرفتند و نگهداری می‌شدند.